# 61386 Namikoshi
61386 Namikoshi este un asteroid din centura principală de asteroizi.

## Descriere
61386 Namikoshi este un asteroid din centura principală de asteroizi. A fost descoperit pe 24 august 2000 la Gnosca de Stefano Sposetti. Asteroidul prezintă o orbită caracterizată de o semiaxă mare de 2,38 ua, o excentricitate de 0,22 și o înclinație de 2,7° în raport cu ecliptica.